# Лунги

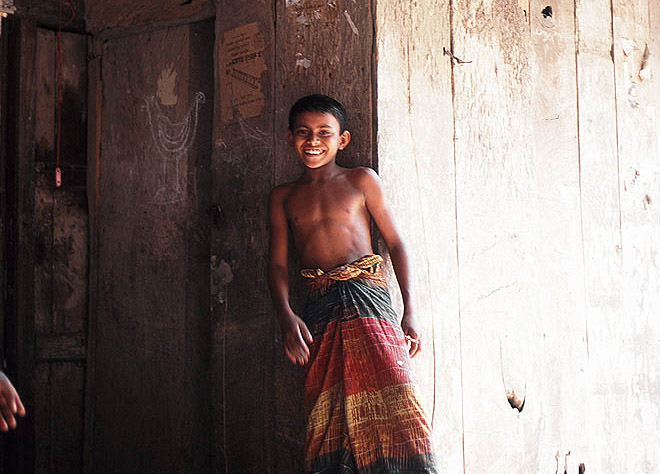
Мальчик в деревне Нараил, Бангладеш, одетый в лунги с простым узлом.

Лунги (или Тахбанд) — это тип саронга, который возник на Индийском субконтиненте. Наиболее популярен в Бенгалии. Его можно описать как этническую нижнюю одежду и мужскую юбку, обернутую вокруг нижней части талии, обычно ниже пупка. Лунги традиционно носят в Шри-Ланке, Пакистане, Индии, Бангладеш и Непале.
Бангладеш

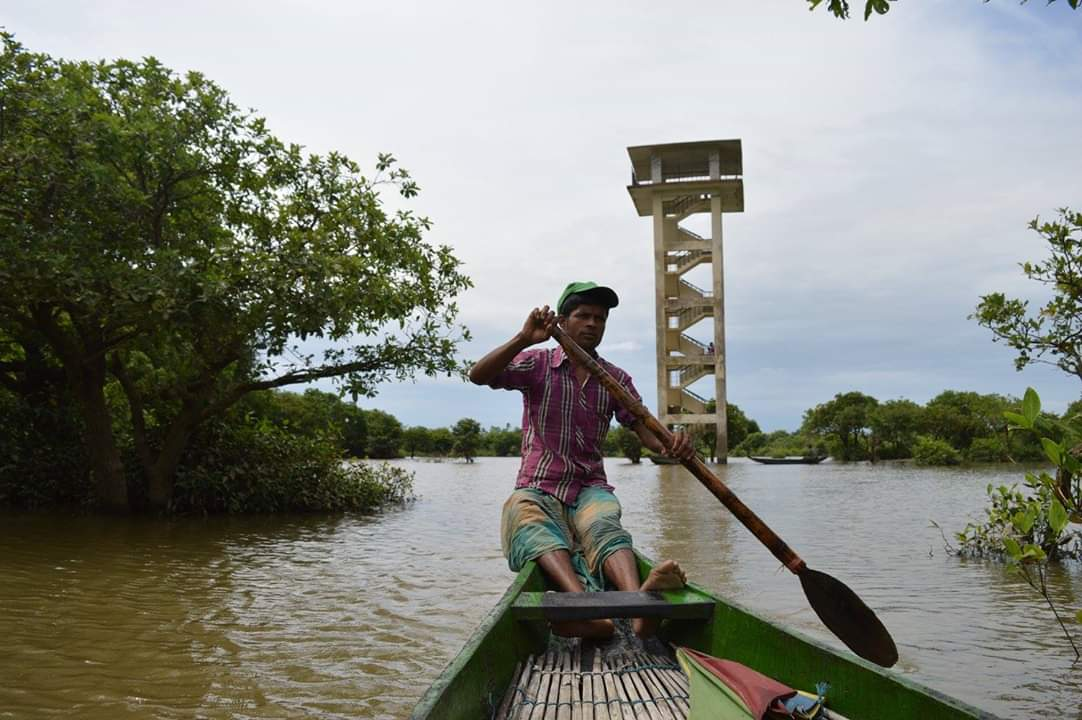
Лодочник в Бангладеш, одетый в лунги

Лунги (бенг. লুঙ্গি) — это наиболее распространенная одежда мужчин Бангладеш, хотя обычно она не носится на формальных мероприятиях. В Бангладеш лунги носят мужчины почти повсеместно внутри помещений, но также и на улице. Замысловато оформленные лунги из тартана, батика или шелка часто преподносятся в качестве свадебных подарков жениху на бенгальской свадьбе. Типичная бенгальская лунги имеет бесшовную трубчатую форму, в отличие от однослойной ткани, используемой в других частях Южной и Юго-Восточной Азии. В Бангладеш индустрия лунги сосредоточена в Сираджанге, Куштии, Пабна и Хулне. Женщины Бангладеш традиционно не носят лунги, хотя женщины некоренных племен действительно носят похожие наряды в Хилл Трактс Читтагонга.